# Sok hűhó semmiért (színmű)
A Sok hűhó semmiért (eredeti cím: Much Ado about Nothing) William Shakespeare egyik érett, városi, romantikus komédiája, amely Messinában játszódik, és két párnak, Heronak és Claudionak, valamint Beatricenek és Benedeknek a szerelmi történeteit jeleníti meg. A mű valószínűleg 1598 és 1600 között keletkezett.

## Szöveg keletkezése és ideje

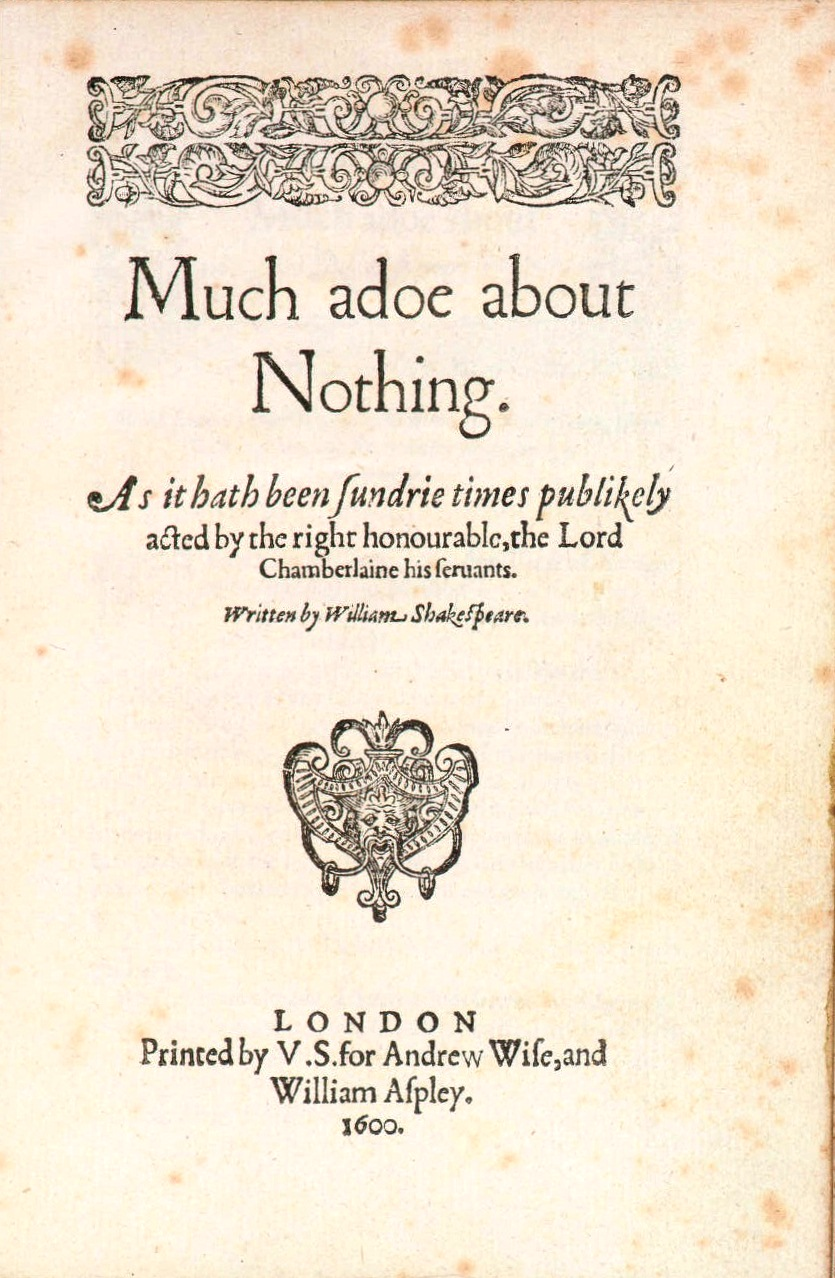
A kvartó címlapja – 1600.

A Sok hűhó semmiértre először 1600. augusztus 4-én történt utalás a Stationers' Register-ben (a londoni könyvkiadások jegyzékében), majd 19 nappal később, augusztus 23-án a IV. Henrik második részével együtt, mint „MR Shakespere” műveire. Ugyanakkor Francis Meres, a Palladis Tamia című angol irodalomtörténeti könyvében – amely katalógusát adja Shakespeare addig megírt műveinek – 1598-ban, e műre még nem utalt. Persze, bár valószínűsíthető, hogy így történt, az, hogy nem szerepelt benne, nem szükségszerűen jelenti, hogy addigra ne születhetett volna meg. Ezek alapján mondható ki, hogy a mű körülbelül 1598. és 1600. között keletkezhetett. Tovább árnyalja a képet, hogy a kvartó kiadásban Lasponya (Dogberry) szerepében utaltak Will Kempre, miszerint tehát valószínűsíthető, hogy ő játszotta ezt a szerepet. Will Kemp azonban 1599-ben elhagyta a Lordkamarás Emberei színtársulatot, ami arra enged következtetni, hogy a mű 1599 előtt keletkezett.
A Sok hűhó semmiért először tehát 1600-ban jelent meg kvartó kiadásban, amely szöveg a szerzői szerkesztetlen kéziraton alapul még akkor is, ha a kvartó kiadás címoldala azt sejteti, hogy a könyvkiadó és a szedő színházi súgópéldányt használtak a könyv elkészítéséhez. Az ugyanis azzal reklámozza a művet, hogy azt számos alkalommal játszották: „sundrie times publikely acted”. Második alkalommal a híres Első fólió kiadásban, azaz az első gyűjteményes kötetben jelent meg 1623-ban. Ez a szöveg a kvartó kiadáson alapul, néhány helyen apróbb módosításokkal, öt felvonásba rendezve a szöveget.

## A mű forrásai
A mű esetében két forrást szokás említeni, melyek – jelentősen átalakítva – hátteréül szolgálhattak. Elsőként Ariosto: Orlando Furioso című eposz-lovagregényének ötödik éneke – amely teljes terjedelmében angolul Sir John Harrington fordításában jelent meg Orlando Furioso in English Heroical Verse címmel 1591-ben. A másik lehetséges forrásszöveg Matteo Bandello Novelliere (1554.) című novelláskötete, melynek 22. novellájából merítette a legtöbbet (A karakterek közül Fenicia és Timbreo Shakespearenél Hero és Claudio, Piero király - Don Pedro, Girondo - Don Juan illetve Benedek is, Belfiore - Beatrice; és az egyetlen szereplő, akinek a neve ugyan az marad: Leonato – ám mindannyiuknak új személyiséget farag és számos szereplővel ki is egészíti a történetet). A források számos angol utánérzést megértek, nem lehet biztosan megállapítani, hogy Shakespeare mennyit és hogyan használt belőlük. Ugyanakkor nagyon fontos, hogy ezek csupán a komédia egyik cselekményének, Hero és Claudio szerelmi történetének szolgálhattak alapul. A másik cselekményszál, Beatrice és Benedek története Shakespeare saját találmánya.

## A dráma szereplői
| Eredeti név   | Arany László    | Mészöly Dezső       | Puskás Tamás     | Leírás                                            |
| ------------- | --------------- | ------------------- | ---------------- | ------------------------------------------------- |
| Don Pedro     | Péter           | Don Pedro           | Don Pedro        | Aragónia hercege                                  |
| Don John      | János           | Don Juan            | Don Juan         | a herceg fattyú öccse                             |
| Claudio       | Claudio         | Claudio             | Claudio          | ifjú firenzei gróf                                |
| Benedick      | Bencze          | Benedetto           | Benedek          | padovai nemes ifjú                                |
| Leonato       | Leonato         | Leonato             | Leonato          | Messina kormányzója, Hero apja                    |
| Antonio       | Antonio         | Antonio             | Antonio          | Leonato bátyja, öreg ember                        |
| Balthasar     | Boldizsár       | Baltazár            | -                | énekes Don Pedro szolgálatában                    |
| Borachio      | Borachio        | Boracchio           | Boracchio        | Don Juan embere                                   |
| Conrade       | Konrád          | Conrado             | Konrád           | Don Juan embere                                   |
| Friar Francis | Ferencz         | Ferenc barát        | pap              | pap                                               |
| Dogberry      | Galagonya (őr)  | Lasponya (polgárőr) | Lasponya         | őr                                                |
| Verges        | Bunkós (biztos) | Furkó (kisbíró)     | Furkó (szomszéd) | őr                                                |
| A Sexton      | jegyző          | jegyző              | jegyző           | a törvényszéken Borachio tárgyalásán              |
| Hero          | Héro            | Hero                | Hero             | Leonato leánya                                    |
| Beatrice      | Beátrisz        | Beatrice            | Beatrice         | Leonato unokahúga                                 |
| Margaret      | Margit          | Margaréta           | Margit           | Hero kísérő hölgye                                |
| Ursula        | Ursula          | Ursula              | Ursula           | Hero kísérő hölgye                                |
| Innogen       | -               | -                   | -                | egy szellem, Leonato felesége a korai kiadásokban |

Továbbá: muzsikusok, őrök, szolgák
Mészöly Dezső fordításában: Antonio fia, követ, első, második őr

## A mű cselekménye
|  | Alább a cselekmény részletei következnek! |

### Első felvonás

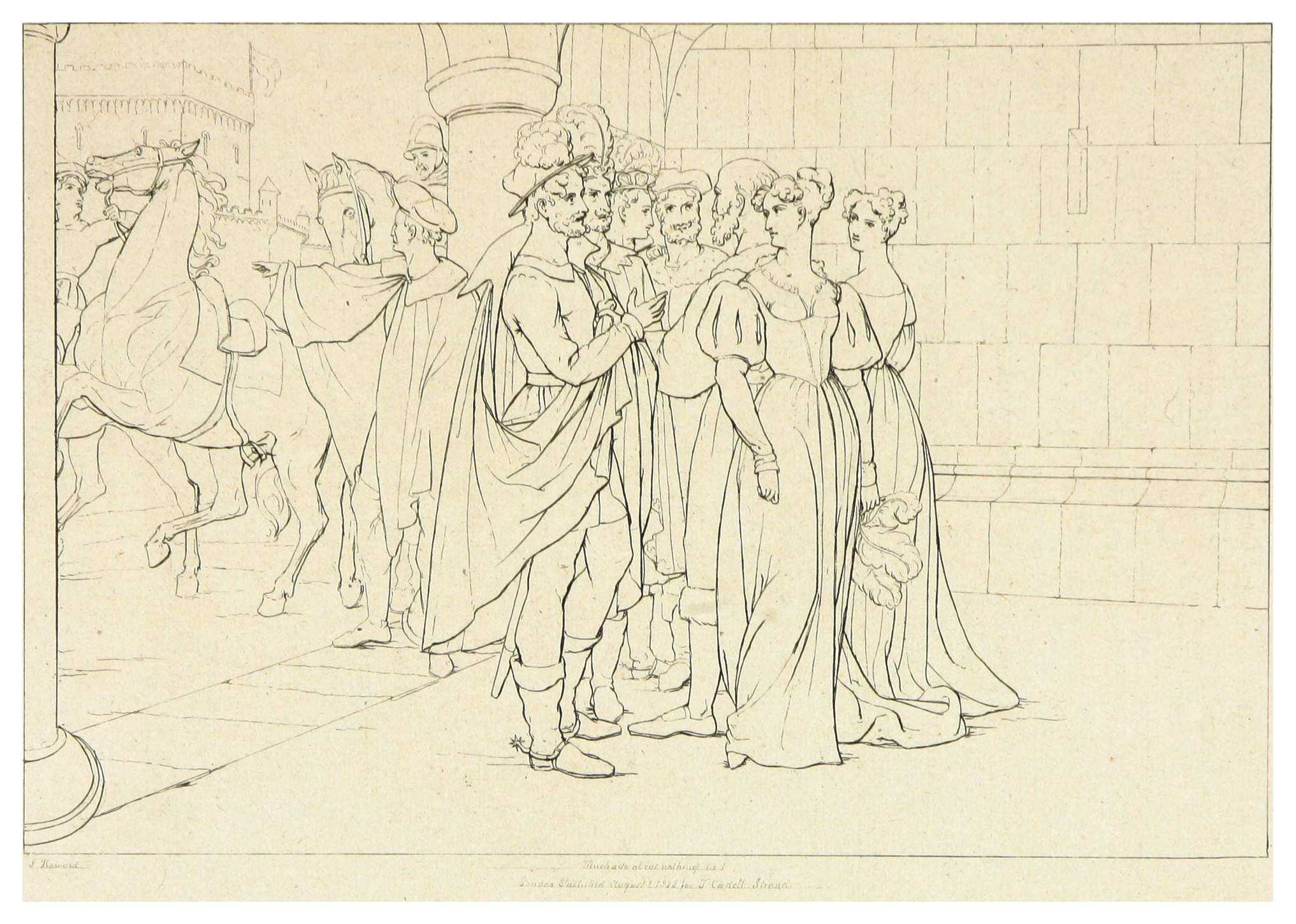
Frank HowardSok hűhó semmiért illusztráló metszeteMegjelent: 1833

#### Első jelenet
Don Pedro megérkezik a seregével Messinába egy győztes háborúból. Don Pedro seregében találjuk Don Juant, a fattyú testvért, Claudiot és Benedeket is. Claudio azonnal szerelmes lesz Messina kormányzójának lányába, Heróba. Don Pedro megígéri, hogy megkéri számára a lány kezét, Benedek pedig kegyetlen-vicces párbeszédbe elegyedik Beatricével.

#### Második jelenet
Leonato testvére, Antonio elmondja Leonatónak, hogy mit hallott egy szolgájától. A szolga beszámolója szerint Claudio bevallotta Don Pedrónak, hogy szerelmes Heróba, és feleségül szeretné venni.

#### Harmadik jelenet
Don Juan beismeri, hogy gazember, és másoknak rosszat tenni számára élvezet. Amint meghallja, hogy Don Pedro Claudio számára kéri meg Hero kezét, rögtön cselt eszel ki.

### Második felvonás

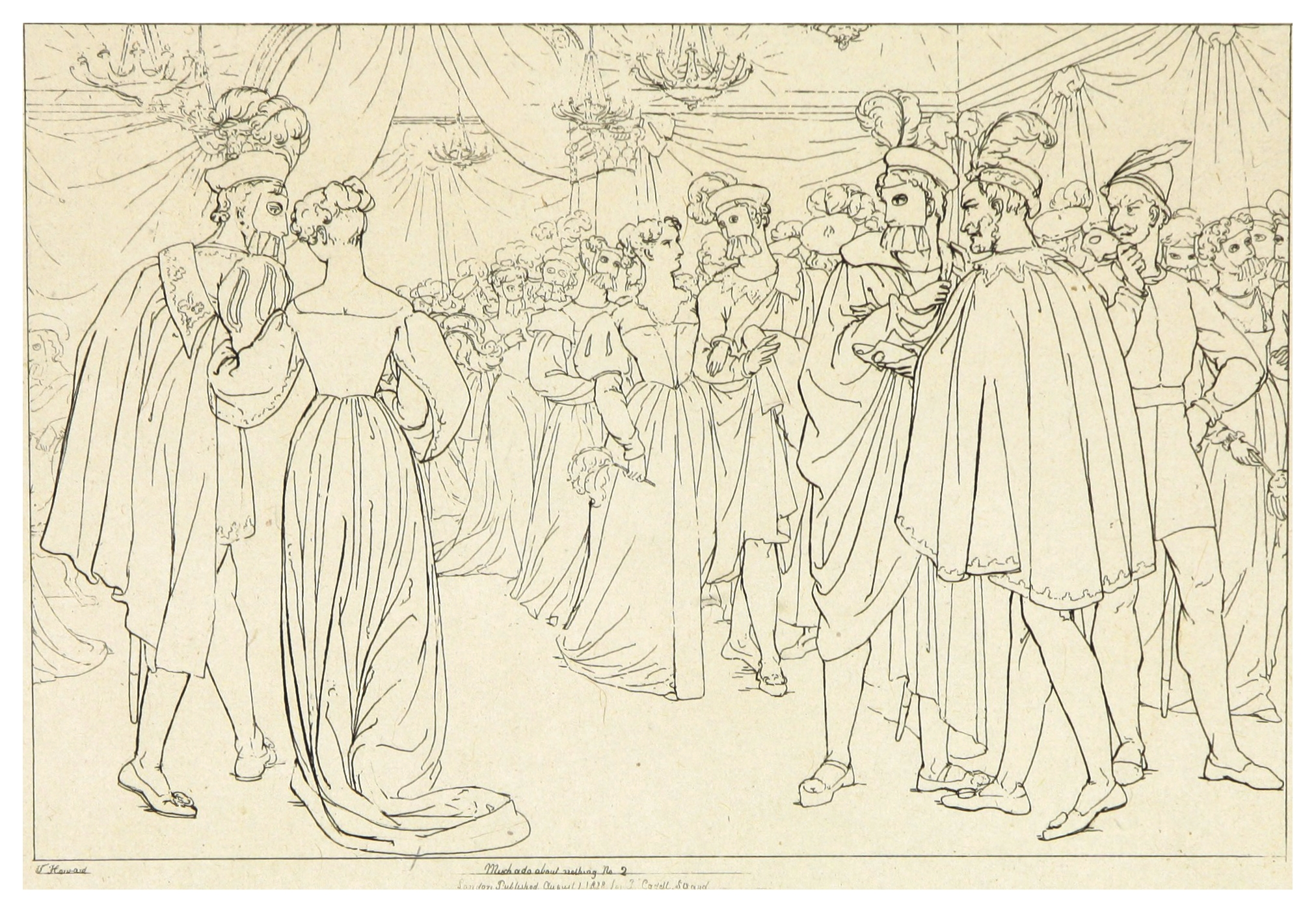

#### Első jelenet
Don Pedro az álarcosbálon megkéri Hero kezét, Benedek és Betarice álarcban sértegetik egymást. Don Juan Claudiónak azt hazudja, hogy Don Pedro saját magának kérte meg Hero kezét, amitől az ifjú nagyon elkeseredik. Don Pedro az ifjú kérdésére megnyugtatja, hogy természetesen nem magának kérte meg Hero kezét, hanem Claudiónak. Claudio megnyugszik és boldog lesz. Benedek beismeri, hogy nagyon fáj neki, ahogy Beatrice sértegeti őt. Miután elmegy Don Pedro beavatja Leonatót a tervébe, hogy megtréfálja Benedeket és Beatricét, és összeboronálja őket.

#### Második jelenet

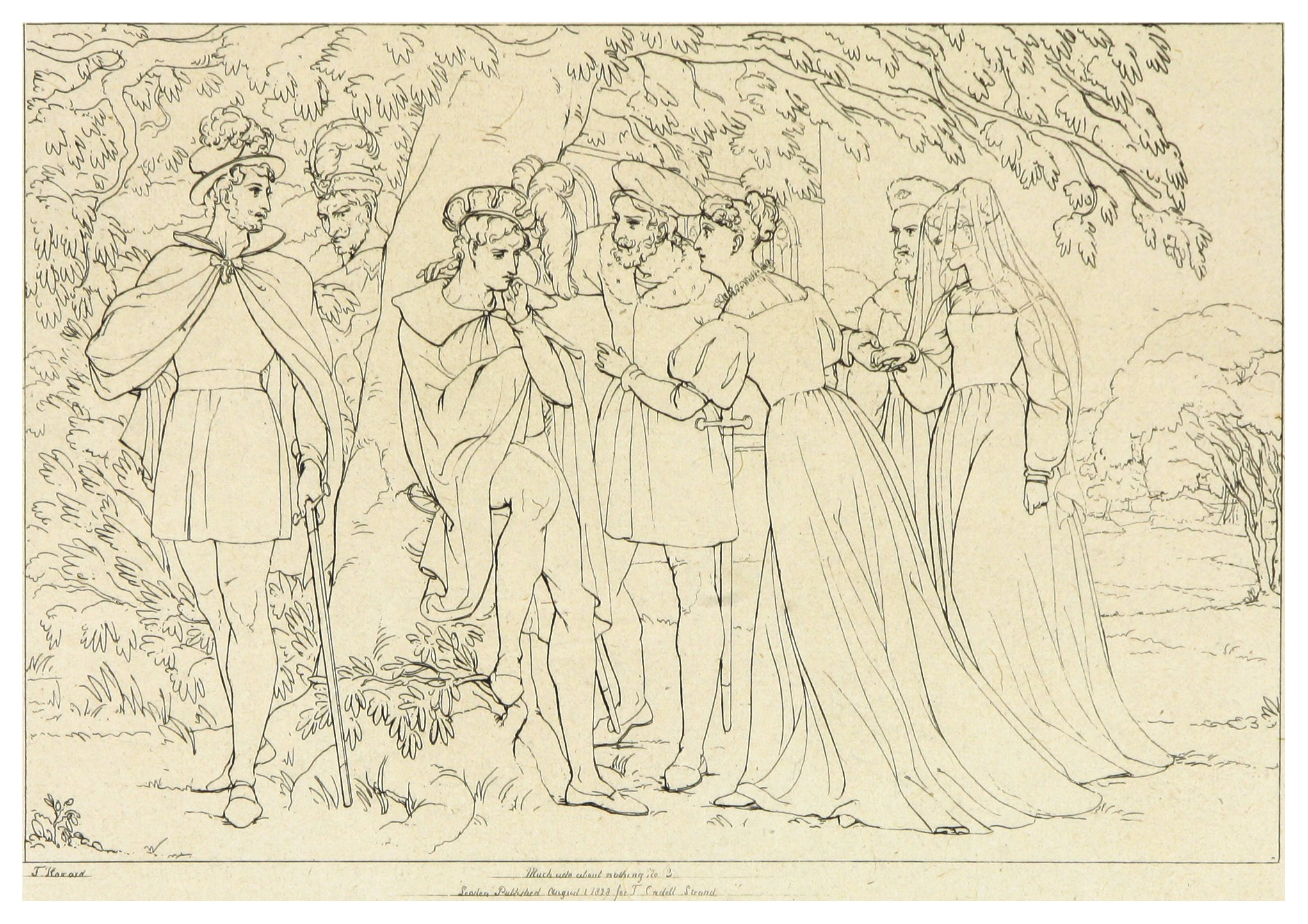

Borachio megosztja tervét urával, Don Juannal, miképp lehetne tönkretenni Hero és Claudio szerelmét és házasságát. Borachio és Margaréta elhatározzák, hogy majd úgy tesznek, mintha Margaréta Hero lenne, és így fognak szerelmeskedni, és úgy gondolják, Claudio ezt látva biztosan nem veszi feleségül Herót. Don Juannak természetesen nagyon megtetszik a terv.

#### Harmadik jelenet

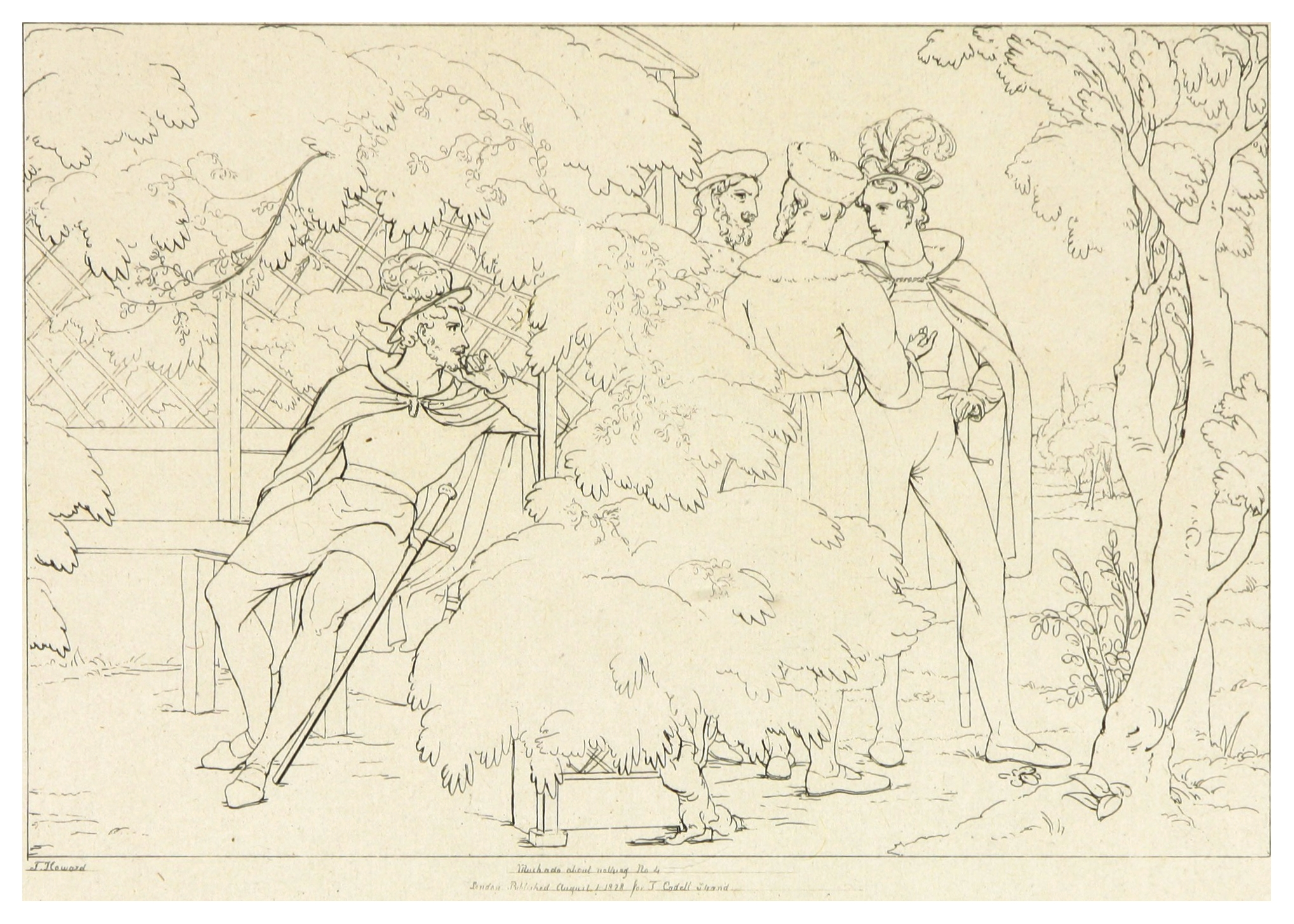

Benedek a kertben sétál, amikor meglátja Don Pedrót és Claudiót közeledni. Gyorsan elbújik, és kihallgatja őket. Don Pedróék arról beszélnek, hogy mennyire sajnálják szegény Beatricét, aki nagyon szerelmes Benedekbe, pedig ő folyamatosan szapulja. Benedek ezek után úgy dönt, feleségül veszi Beatricét.

### Harmadik felvonás

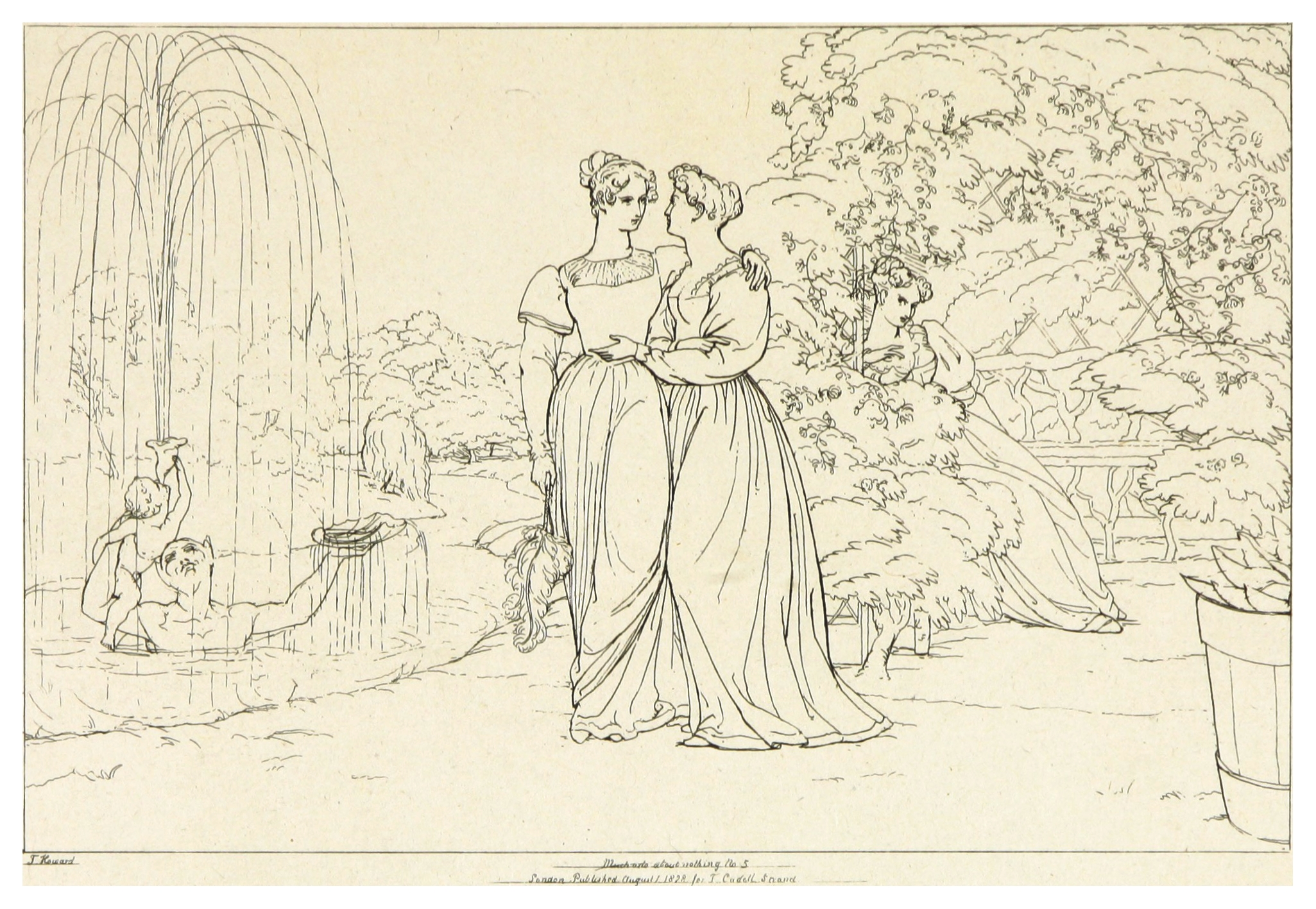

#### Első jelenet
Hero és Margaréta arról beszélgetnek, amikor Beatrice kihallgatja őket, hogy Benedek mennyire szerelmes belé. Beatrice erre úgy dönt, hogy feleségül megy Benedekhez.

#### Második jelenet

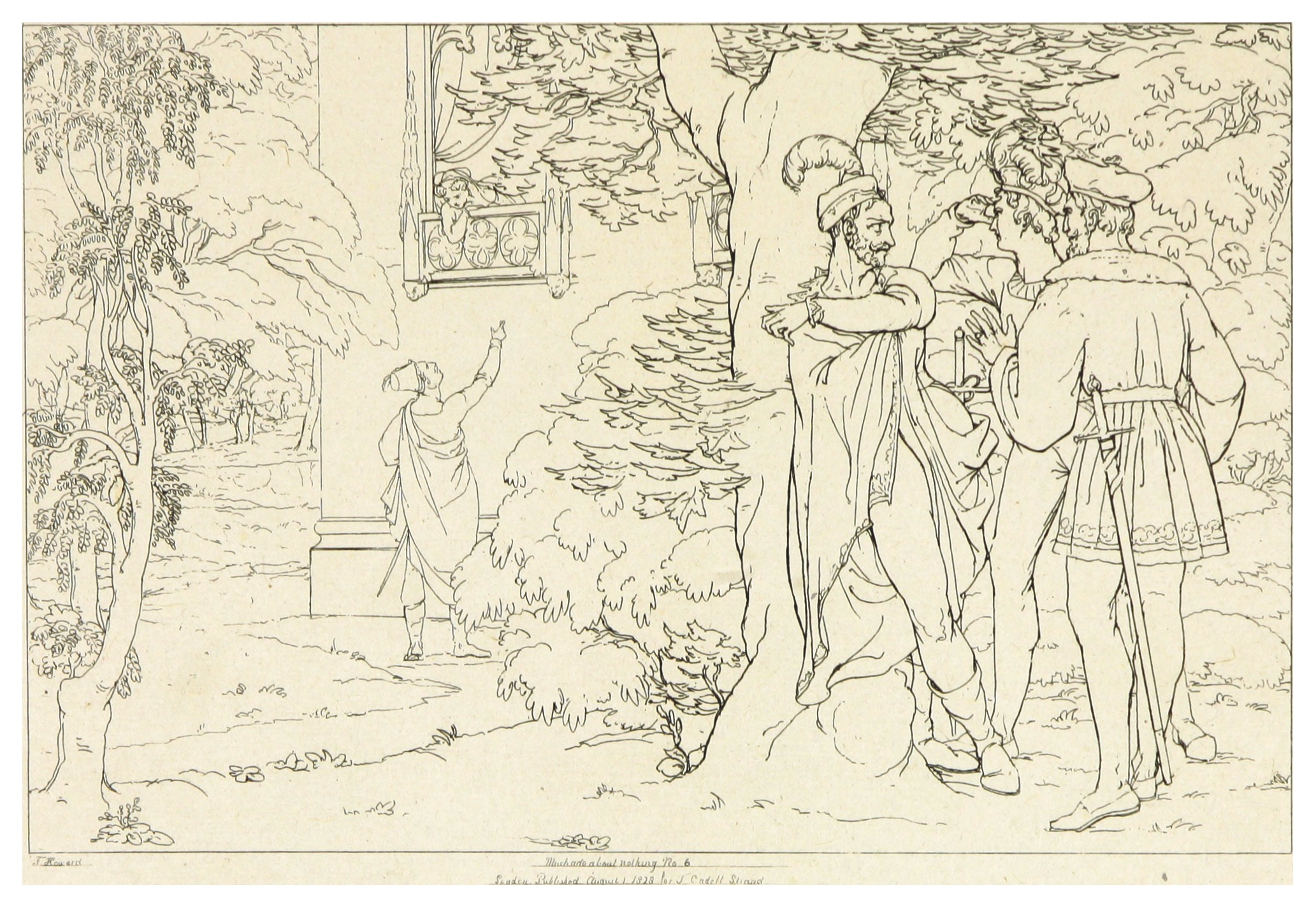

Don Pedro és Claudio ugratják Benedeket, hogy teljesen úgy néz ki, mint akit a szerelem szenvedélye gyötör. Majd Don Juan elárulja Claudiónak és Don Pedrónak, hogy Hero hűtlen, és be is tudja ezt bizonyítani.

#### Harmadik jelenet
Lasponya és Furkó nagy, komikus jelenete, ahogy összehívják az őröket. Ezután véletlenül kihallgatják Borachiót, aki éppen a csellel dicsekszik, amivel tönkretették Hero jó hírét. Lasponya ráébred, hogy ez bűntény, és letartóztatja a csirkefogókat.

#### Negyedik jelenet
Margaréta és Hero azzal ugratják Beatricét, hogy teljesen úgy néz ki, mint aki szerelemtől epedezik.

#### Ötödik jelenet

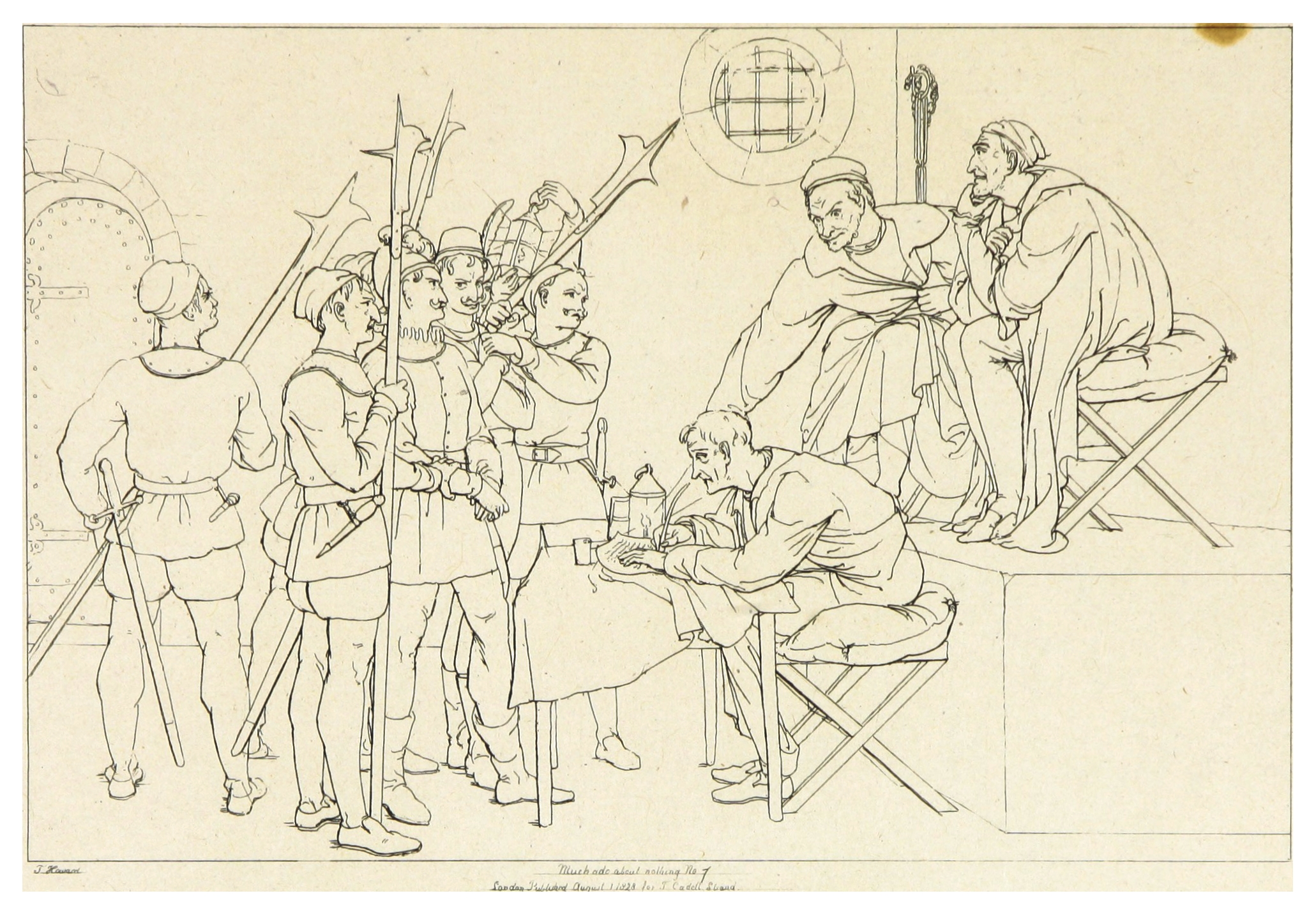

Leonato nem bírja végighallgatni Lasponya bő lére eresztett, fontoskodó beszámolóját a gaztettről. Azt javasolja Lasponyának, hogy hallgassa ki a gyanúsítottakat, és készítsen feljegyzéseket, amit majd alkalomadtán elolvas.

### Negyedik felvonás

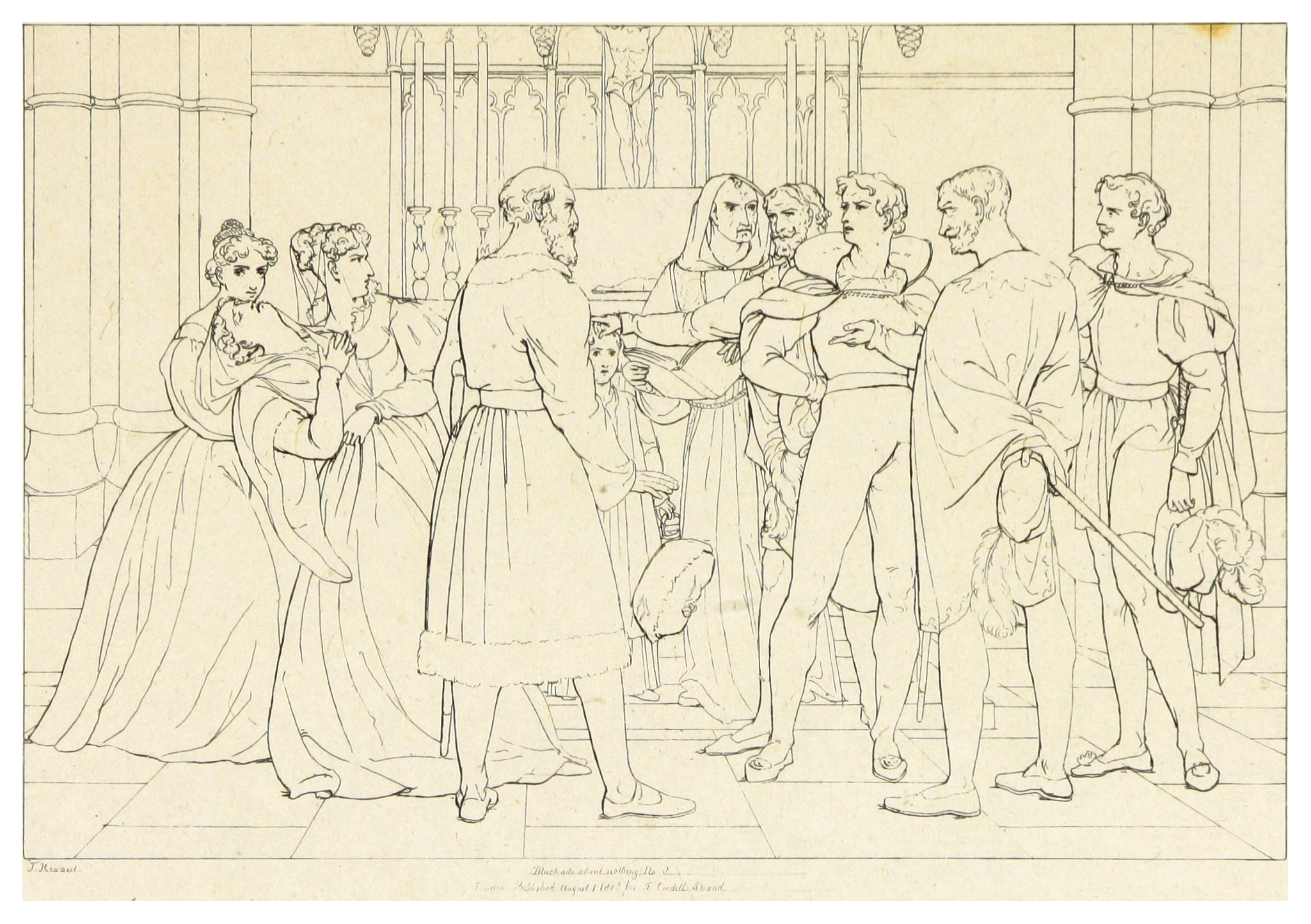

#### Első jelenet
Az esküvőn Claudio visszautasítja megalázó módon Herót. Leonato is hisz Claudiónak, és rendkívül dühös a lányára. Ferenc barát azonban tudja, hogy Claudio téved, ezért cselt eszel ki. Az ájult Heróról elterjesztik, hogy meghalt, amíg az ügy tisztázódik. Leonato immár megnyugodva elfogadja a tervet. A jelenet végén Beatrice és Benedek kettesben maradnak, és szerelmet vallanak egymásnak.

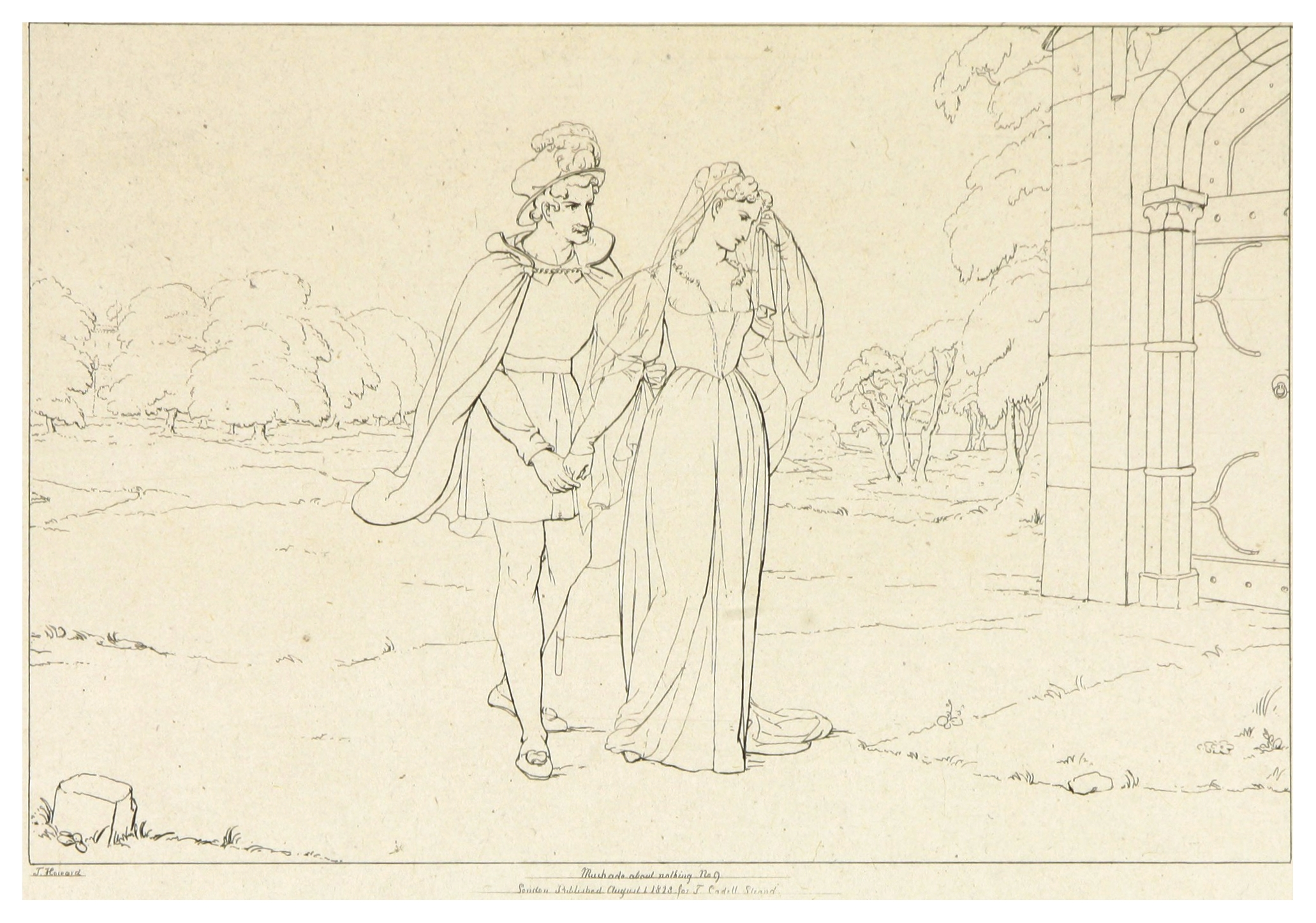

#### Második jelenet
A rendkívül komikus kihallgatási jelenet során az igazságra fény derül, és megtudjuk, hogy Don Juan elszökött Messinából. A foglyokat Leonatóhoz viszik.

### Ötödik felvonás

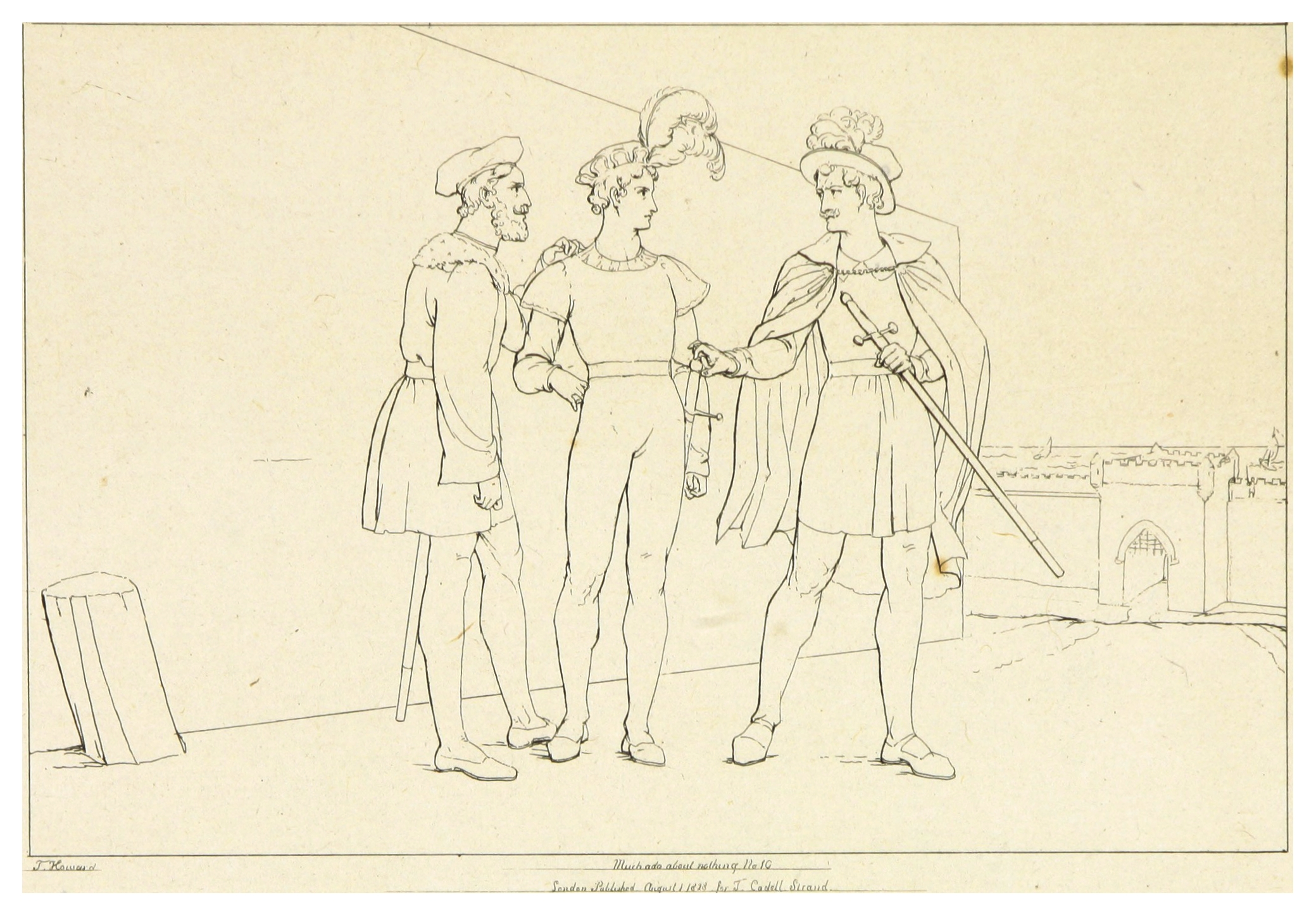

#### Első jelenet
Benedek párbajra hívja Claudiót. Leonatóhoz megérkeznek a foglyok, akik bevallják az igazságot.

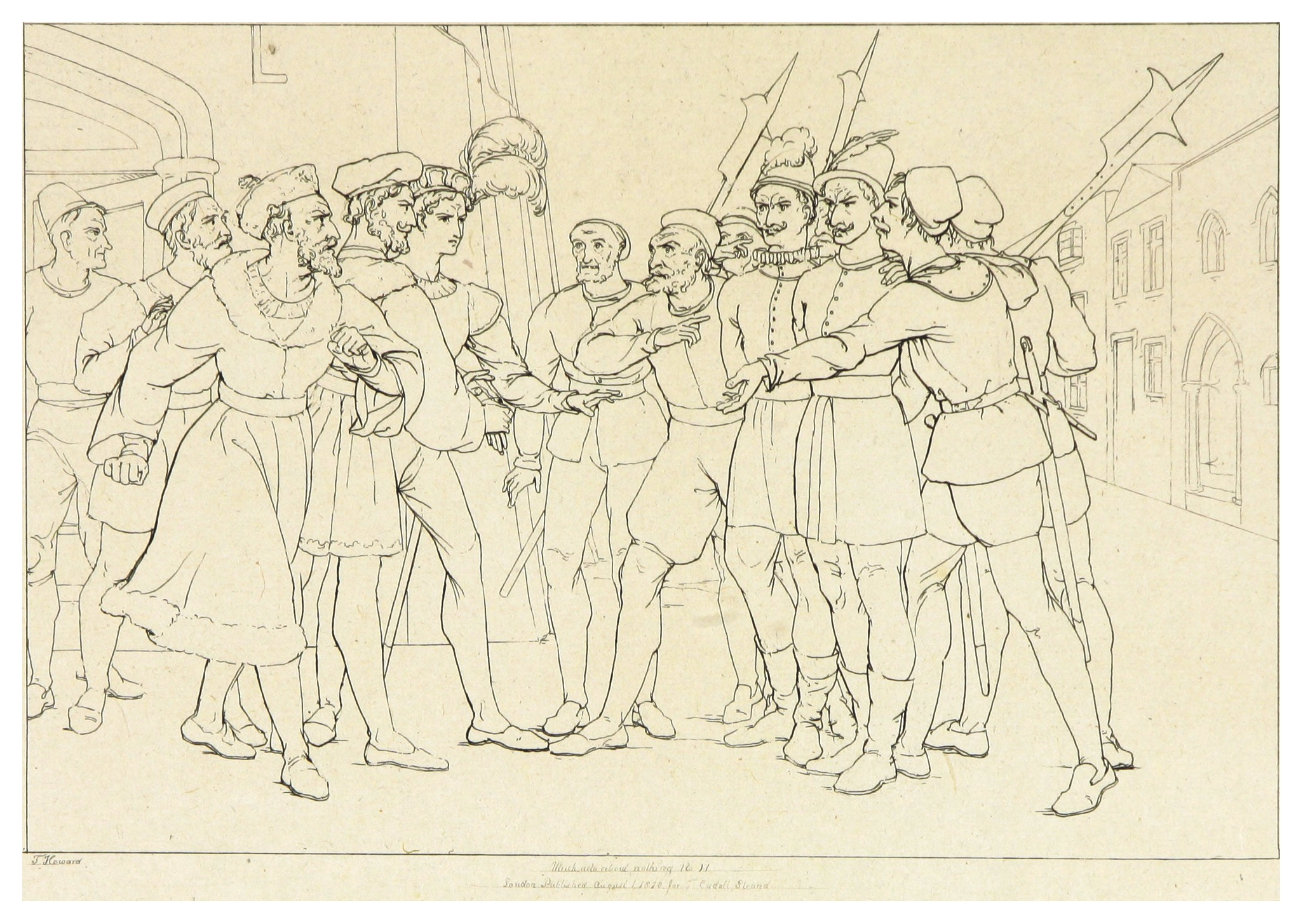

 Leonato Claudióhoz siet, elmondja az igazságot. Claudio nagyon elszomorodik hiszékenysége miatt, és megígéri, bármit megtesz bűnének jóvátételéül, amit csak Leonato kíván. Leonato azt parancsolja, hogy nyilvánosan gyászolja meg Herót, valamint hogy vegye feleségül Hero unokatestvérét. Claudio természetesen beleegyezik az alkuba.

#### Második jelenet
Benedek megmondja Beatricének, hogy párbajra hívta Claudiót. Humorosan incselkednek egymással, majd Ursula elárulja nekik, hogy Don Juan aljassága kiderült.

#### Harmadik jelenet
Claudio nyilvánosan meggyászolja Herót Leonato családjának kriptájánál, Balthasar énekel. A későbbiekben Don Pedro elindul Claudióval az utóbbi esküvőjére.

#### Negyedik jelenet

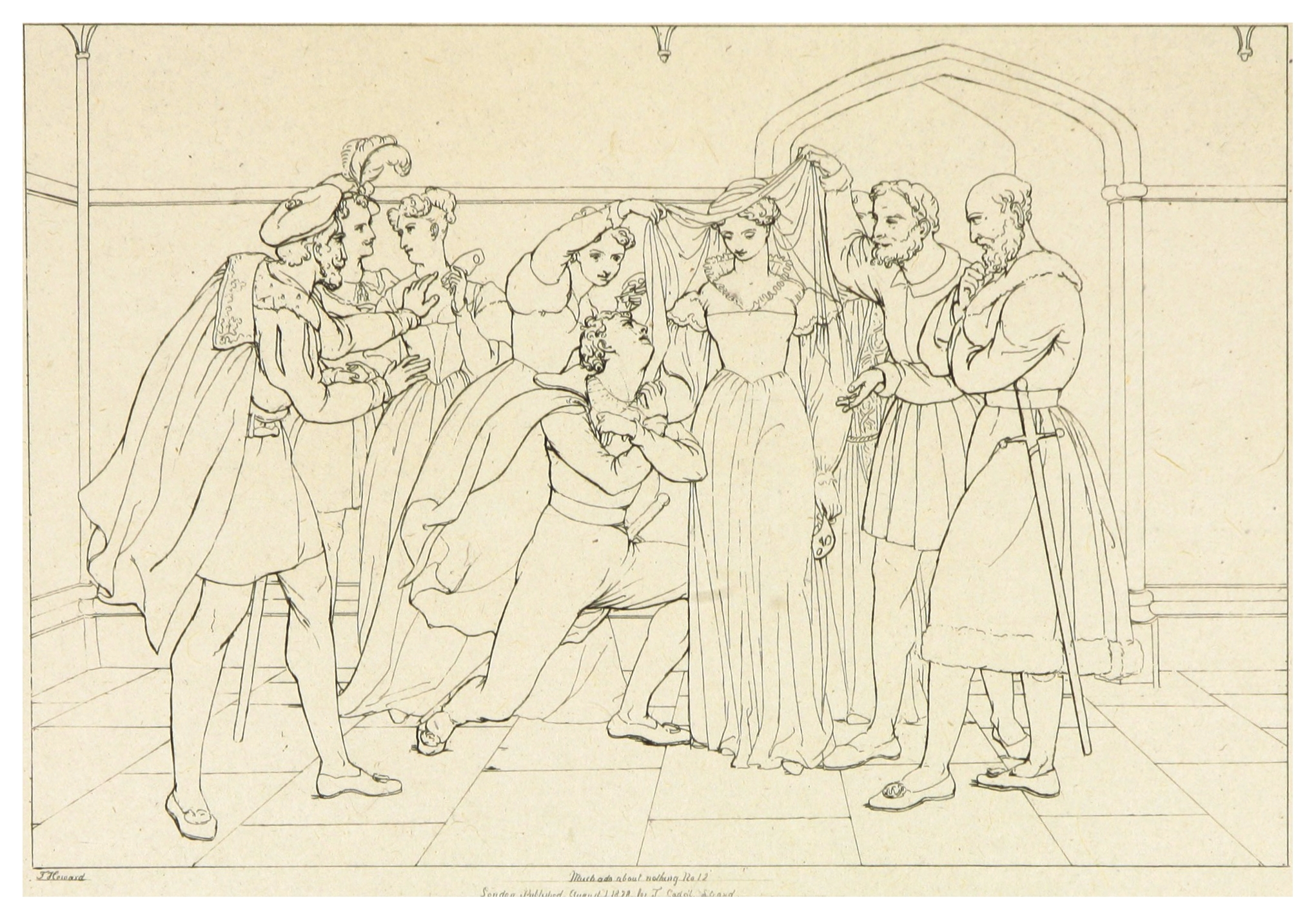

Benedek engedélyt kap Leonatótól, hogy feleségül vegye Beatricét. Claudio felkészül, hogy feleségül vegye a lefátyolozott leányt, akiről kiderül, hogy Hero. Benedek és Beatrice közben visszatérnek a vicces, ugrató jellegű beszédmódhoz, amelyből kiderül játékosan, hogy nem is szerelmesek egymásba, de ha már itt vannak, hát megkötik a házasságot. A kettős esküvőre készülődnek, amikor megérkezik a hír, hogy Don Juant elfogták. Benedek megígéri, hogy majd kitalál neki valami megfelelő büntetést, ám egyelőre inkább élvezi az életet. A komédia össztánccal ér véget.
|  | Itt a vége a cselekmény részletezésének! |

## ASok hűhó semmiérttémái
- Artuš Scheiner(wd)
Sok hűhó semmiért illusztráció

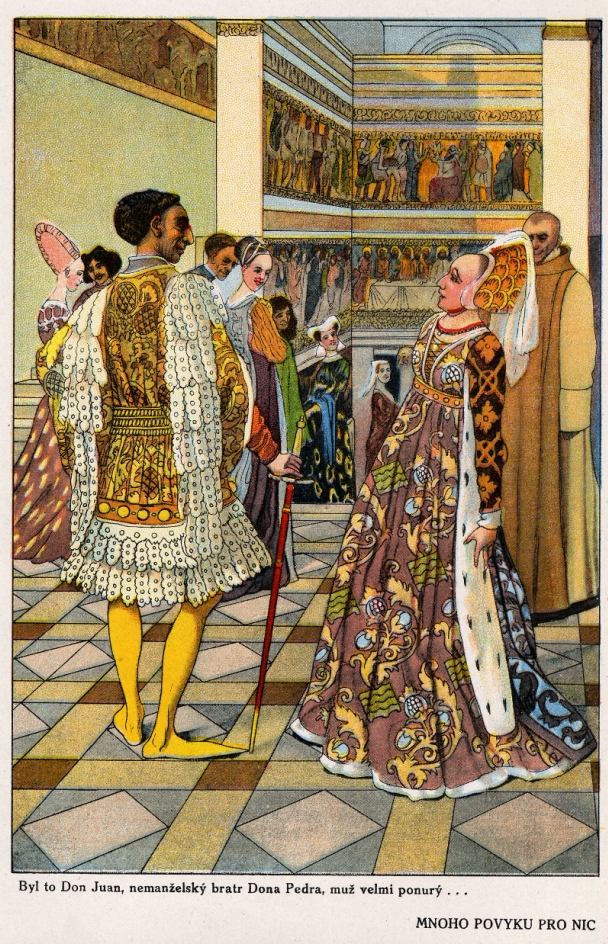
Artuš ScheinerSok hűhó semmiért illusztráció

A mű címében a "semmi" szó angol megfelelője ("nothing") többértelmű. Jelentései közül az egyik az "észrevevés"re utal, ugyanis a kora modern angol nyelvben a "nothing" szót hasonlóan ejtették ki a "noting" szóhoz. Ez alapján a művet lehet úgy is olvasni, mint az észrevevés komédiáját, hiszen a mű tele van kihallgatásokkal, hallomáson alapuló félreértésekkel, hazugságokkal és hiszékenységgel.

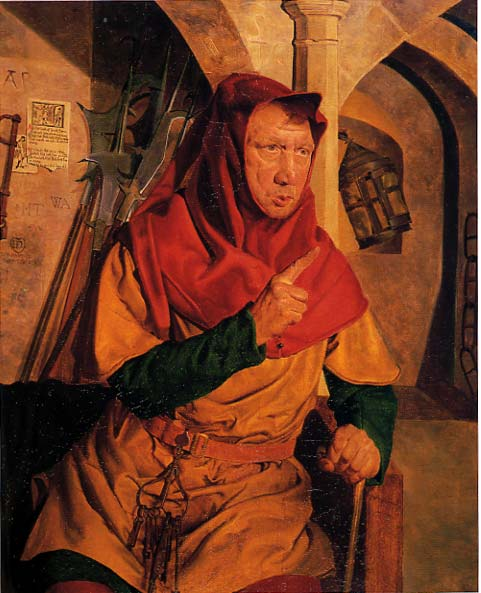
Dogberry (Lasponya)
Henry Stacy Marks festményén (1853.)

A másik fő témája a műnek a két szerelmi szál egymáshoz való viszonyában a szerelem és házasság, mint magán- és közügy, ahol az válik kérdéssé, vajon érdemes-e közüggyé tenni a szerelmet, a házasságot.
Harmadik fő témája talán a műnek, hogy vajon milyen társadalmat jelenít meg a mű, ahol még az apa is el tudja hinni első hallásra, hogy leánya tisztességtelen; ahol a férfiak fő félelme, hogy házasként fölszarvazzák őket.
Ezek mellett talán azon is érdemes elgondolkodni, hogy melyik cselekményszál a fő szál, vajon Hero és Claudio vagy Beatrice és Benedek a főszereplői a műnek.[forrás?]

## A Sok hűhó semmiért a magyar színházakban
Az Országos Színháztörténeti Múzeum és Intézet digitális adattára szerint a Sok hűhó semmiért 1876. óta 2007-ig 39 különböző rendezést ért meg.
Az első bemutatóra 1876. augusztus 18-án, Budapesten a Nemzeti Színházban, Arany László fordításában került sor. Ugyanebben a fordításban 1890-ben, 1903-ban, 1912-ben, 1923-ban ugyanitt, majd 1926-ban a Nemzeti Színház Paulay Ede utcai ideiglenes Kamaraszínházában, aztán 1927-ben, 1931-ben és 1940-ben –amikor is Major Tamás rendezte meg – ismét a Nemzeti Színházban játszották.
Major Tamás ezután 1946-ban újra megrendezte, de immár Fodor József fordításában, majd 1952-ben a Katona József Színházban (a Nemzeti Színház akkori kamaraszínházában). Szintén ebben a fordításban 1955-ben a debreceni Csokonai Színházban vitte színre a művet Nógrády Róbert, majd 1960-ban ismét Major Tamás a budapesti Nemzeti Színházban. 1961-ben az egri Gárdonyi Géza Színházban Vass Károly rendezte Fodor szövegét, majd 1966-ban a kecskeméti Katona József Színházban Pétervári István, 1968-ban a Pécsi Nemzeti Színházban Nógrády Róbert, 1973-ban Pétervári István a veszprémi Petőfi Színházban, 1975-ben Berényi Gábor a budapesti József Attila Színházban, 1976-ban pedig a Miskolci Nemzeti Színházban Jurka László.
1980-ban Mészöly Dezső új fordításában és Szirtes Tamás rendezésében került a mű a budapesti Madách Színház színpadára.
1983-ban a Szegedi Nemzeti Színházban Sándor János rendezte meg, visszatérve Fodor József fordításához. Ugyanebben az évben Mészöly Dezső fordításában Nagy András László is színre vitte Nyíregyházán a Móricz Zsigmond Színházban. 1986-ban ismét Fodor szövegét hallhatta a közönség a győri Kisfaludy Színházban Sík Ferenc rendezésében. 1989-ben a Tatabányai Művelődési Központban a budapesti József Attila Színház társulata adta elő Iglódi István rendezésében – valószínűleg Mészöly fordításában.
1991-ben a zalaegerszegi Hevesi Sándor Színházában Fodor szövegét Rákosy Jenő dolgozta át Verebes István rendezéséhez. 1994-ben a debreceni Csokonai Színházban Mészöly fordításával Pinczés István rendezte.
1997. Budapesti Kamaraszínház Asbóth utcai kisszínpadán Mészöly fordítását Hársing Lajos átdolgozásában Tasnádi Csaba vitte színpadra, illetve ugyanebben az évben a Szegedi Nemzeti Színház kamaraszínházában láthatta a közönség Mészöly fordítását Telihay Péter rendezésében. 1998-ban Tasnádi Csaba a szentendrei Városháza Udvarán is megrendezte, illetve ugyanebben az évben még Ferkai Tamás vitte színre valószínűleg Mészöly fordításában a Soproni Petőfi Színházban, valamint az Ódry Színpadon Máté Gábor, 1999-ben pedig Eszenyi Enikő a Vígszínházban, visszatérve Fodor fordításához. A 21. század első Sok hűhó semmiért bemutatójára a szolnoki Szigligeti Színházban került sor. A szöveg Mészöly fordításán alapult, a rendező Iglódi István volt.
2001-ben a székelyudvarhelyi Tomcsa Sándor Színházban Pankl Tibor új fordításában Gergely László vitte színre.
2002-ben a keszthelyi Festetics-kastélyban Puskás Tamás rendezte meg, aki Mészöly szövege alapján saját fordítását használta, majd még ugyanebben az évben ugyanő a kecskeméti Katona József Színházban is színpadra állította. 2006-ban a Kőszegi Várszínházban Jordán Tamás rendezte valószínűleg Mészöly fordítását, 2007-ben pedig a Marosvásárhelyi Színházművészeti Egyetem Stúdiójában tűzték műsorra Kövesdy István rendezésében Mészöly és Fodor fordításainak egybedolgozásával.
2015-ben a Centrál Színházban saját fordításában újra Puskás Tamás vitte színre.

## ASok hűhó semmiértfilmes adaptációi
- 1913. Much Ado About Nothing (némafilm) Nagy-Britannia

Rendezte Phillips Smalley
Archibald: Chester Barnett, Pearl: Pearl White
- 1973. Much Ado About Nothing  Egyesült Államok

Rendezte Nick Havinga
Benedick: Sam Waterston, Beatrice: Kathleen Widdoes, Dogberry: Barnard Hughes
- 1984. BBC Sok hűhó semmiért  Nagy-Britannia

Rendezte Stuart Burge
Leonato: Lee Montague, Beatrice: Cherie Lunghi, Hero: Katharine Levy, Don Pedro: Jon Finch, Benedek: Robert Lindsay, Claudio: Robert Reynolds, Don John: Vernon Dobtcheff.
- 1993. Sok hűhó semmiért  Nagy-Britannia- Egyesült Államok

Rendezte Kenneth Brannagh
Benedek: Kenneth Branagh, Beatrice: Emma Thompson, Don Pedro: Denzel Washington, Don John: Keanu Reeves, Leonato: Richard Briers, Lasponya: Michael Keaton, Claudio: Robert Sean Leonard, Margaréta: Imelda Staunton és Hero: Kate Beckinsale.
- 2005. Sok hűhó semmiért (David Nicholls átirata)  Nagy-Britannia

Rendezte Brian Percival
Beatrice: Sarah Parish, Benedick: Damian Lewis, Hero: Billie Piper, Claude: Tom Ellis, Leonard: Martin Jarvis
- 2011. Sok hűhó semmiért  Egyesült Államok

Rendezte Joss Whedon
Beatrice: Amy Acker, Benedek: Alexis Denisof, Lasponya: Nathan Fillion, Leonato: Clark Gregg, Don Pedro: Reed Diamond, Claudio: Fran Kranz, Hero: Jillian Morgese, Don John: Sean Maher.